# Annominacja
Annominacja – figura retoryczna polegająca na zestawieniu wyrazów o podobnym brzmieniu, lecz różnych znaczeniach. Wykorzystywana jako rodzaj aluzji wskazującej cechę obiektu poprzez użycie wyrazu o podobnym znaczeniu.